# Gontiero di Turingia
Gontiero di Turingia, o anche Guntero (Schwarzburg, 955 – Hartmanice, 9 ottobre 1045), è stato un santo eremita tedesco.

## Agiografia
Gontiero era un conte della Turingia, sulla cui ascendenza non sono state tramandate notizie. Nacque nel 955 a Schwarzburg. Proveniva probabilmente dal casato di Schwarzburg ed era cugino di Enrico II il Santo. Secondo alcune fonti doveva essere cognato di Stefano I d'Ungheria, ma ciò è piuttosto improbabile poiché la moglie di Stefano, Gisella di Baviera, proveniva dalla dinastia ottoniana.
Quando Enrico II nel 1005 nominò Gottardo di Hildesheim nuovo abate di  Hersfeld, la vita di Gontiero cambiò. Egli il Natale di quell'anno rinunciò alla vita mondana ed entrò nell'Ordine benedettino. Lasciò tutti i suoi beni all'abbazia di Hersfeld e al monastero di Göllingen.
Dopo un pellegrinaggio a Roma, nel 1006 Gontiero entrò come novizio nel monastero di Niederaltaich. Nel 1008 si diede all'eremitaggio nella foresta bavarese e visse presso Lalling.
Nel 1011 si spostò con un gruppo di benedettini più addentro nella foresta per erigervi un monastero. Dopo otto anni di lavoro il disboscamento e la costruzione erano terminati e il monastero di Rinchnach fu consacrato il 29 agosto 1019 dal vescovo di Passau Berengario. Il monastero a quei tempi era il primo insediamento al centro della foresta bavarese e divenne un punto di sbocco per la colonizzazione della foresta bavarese e della Selva Boema.
In età più avanzata nel 1040 egli lasciò la direzione del monastero, che Enrico III consegnò al monastero di Niederaltaich.
Gontiero vagò per la Selva boema e si stabilì in una zona disabitata sul Sentiero bavarese nuovamente come eremita. Nei suoi insediamenti, sul monte Březník (1006 m s.l.m.) presso Gutwasser (comune di Hartmanice), morì il 9 ottobre 1045.
Il duca Bretislao I di Boemia fece traslare le sue spoglie mortali nell'abbazia di Břevnov, ma durante le guerre hussite i suoi resti andarono dispersi.
Gontiero, a tutt'oggi, non è stato ufficialmente canonizzato. Il suo culto come santo però fu approvato e consigliato da diverse bolle e decreti papali. La sua ricorrenza cade il 9 ottobre.

## Attività di san Gontero
Guntero fu missionario presso Ungheresi, Slavi e Boemi. Il suo rapporto di parentela con la regina Gisella d’Ungheria favorì evidentemente la richiesta di Stefano I ad occuparsi della conversione del popolo ungherese. La Vita S. Stephani regis Ungarorum di Hartwick riporta di più soggiorni di Gontiero in Ungheria. Fu quindi consigliere di Corrado il Salico.
Nel 1040 Gontiero fu legato imperiale nella guerra contro il duca di Boemia e contribuì notevolmente al ristabilimento della pace.

## Memoria
A Rinchnach – indicata anche come Guntherort (luogo di Gontiero) – dagli anni 1950 vengono regolarmente allestite rappresentazioni teatrali che drammatizzano la vita di san Gontiero.
La Guntherstein (letteralmente: "pietra di Gontiero"), sporgenza rocciosa panoramica nella foresta bavarese, prende il nome da lui.